# Doublet Pool
Doublet Pool er en varm kilde på Geyser Hill i Upper Geyser Basin i Yellowstone National Park i staten Wyoming i USA. Kilden er ca. 8 meter lang og 2,7 meter bred. Den er 2,4 meter dyb på det dybeste sted. Vandtemperaturen er omkring 90 o (194,4 o F).
Kilden består i virkeligheden af to kilder, der munder ud i samme bassin. Vandet i kilden har en safirblå farve på de dybe steder. En afsats af mineralet sinter strækker sig under overfladen, og over denne er der de fleste steder med kun få cm vand. Ca. 60 cm under denne afsats, er der spor af endnu en afsats, hvilket indikerer at vandstanden tidligere har været lavere. Den tungede kant på kilden består af mineralet gejserit. 
Doublet Pool springer meget sjældent. I den tid, man har observeret kilden, er der kun registreret to udbrud og disse nåede kun en højde af ca. 60 cm. Det ene udbrud kom samtidigt med at en nærliggende gejser var i udbrud, det andet efter et jordskælv i 1959. Kilden i forgrunden på billedet pulserer over udspringet ca. hver anden time. Af og til kan der mærkes rystelser og høres en dundrende lyd fra kilden og der kan ses bølger på den ellers rolige overflade. Dette skyldes formodentlig gas og dampbobler nede i undergrunden under kilden.
Kilden er ikke særligt produktiv. Dens vandafløb er på kun ca. 75 liter i minuttet, fx sammenlignet med Excelsior Geyser, der producerer over 15.000 liter i minuttet.